# Лигостаев, Андрей Яковлевич
Андрей Яковлевич Лигостаев (род. 1929) — советский передовик производства в животноводстве. Лауреат Государственной премии СССР (1977). Герой Социалистического Труда (1971).

## Биография
Родился 13 февраля 1929 года в селе Ивановка Курьинского района Алтайского края в многодетной крестьянской семье.
С 1941 года после окончания трёх классов школы в возрасте двенадцати лет А. Я. Лигостаев был взят на работу сакманщиком в племенной завод «Рубцовский» Курьинского района. С 1942 года стал работать подпаском.
В 1949 году А. Я. Лигостаев был назначен старшим чабаном маточной отары в государственном племенном заводе имени 50-летия СССР. В 1951 году А. Я. Лигостаев получил по 125 ягнят на 100 овцематок — результат которого в хозяйстве до него никто ещё никто не достигал, за эти заслуги в 1951 году он первый в Курьинском районе был удостоен звания «Мастер овцеводства».
В 1958 году по отаре было получено более 100 ягнят на 100 маток, а в 1986 году спустя десятилетие — 139 ягнят. До 1970 года за двадцать с лишним лет чабанской бригадой под его руководством получено более 20 тысяч голов племенного молодняка. Наиболее удачным оказался 1970 год, когда каждые сто овец отары дали по 161 ягнёнку. В 1971 году в первый год 9-й пятилетки от 643 маток первого скота А. Я. Лигостаев получил 1015 ягнят. В пересчёте на 100 овцематок приплод составил более 157 голов.
8 апреля 1971 года «за выдающиеся успехи, достигнутые в развитии сельскохозяйственного производства и выполнении пятилетнего плана продажи государству продуктов земледелия и животноводства» Указом Президиума Верховного Совета СССР Андрей Яковлевич Лигостаев был удостоен звания Героя Социалистического Труда с вручением Ордена Ленина и золотой медали «Серп и Молот».
В 1977 году Постановлением ЦК КПСС и СМ СССР «за выдающиеся достижения в труде» Андрей Яковлевич Лигостаев был удостоен Государственной премии СССР.
Помимо основной деятельности А. Я. Лигостаев избирался депутатом Алтайского краевого и Курьинского районного Советов народных депутатов.
С 1984 года — на пенсии. Проживает в селе Курья Алтайского края.

## Награды
- Медаль «Серп и Молот» (8.04.1971)
- Орден Ленина (8.04.1971)
- Медаль «За доблестный труд в Великой Отечественной войне 1941—1945 гг.»

### Премии
- Государственная премия СССР (1977 — «за широкое использование результатов научных исследований и передового опыта, обеспечивших существенное повышение эффективности производства и качества животноводческой продукции»)

### Звания
- Почётный житель Курьинского района